# Szoftverhordozhatóság
A szoftverhordozhatóság a magas szintű programozási nyelvekben ugyanazon szoftver használhatósága különböző környezetben. A hordozhatóság előfeltétele az általános absztrakció az alkalmazás logikája és a rendszerinterfész között. Amikor egy szoftver ugyanazokkal a funkciókkal készül különböző platformokra, a hordozhatóság kulcskérdése a fejlesztési költségek csökkentésének. A program lényegét csak egy változatban kell megírni, ezt kell átalakítani a különböző környezeteknek.

### Hasonló rendszerek
Amikor egyazon család operációs rendszerei vannak telepítve két hasonló utasításkészletű számítógépre, gyakran lehetséges a program implementációs fájlait átvinni köztük.

## Fordítás
- Ez a szócikk részben vagy egészben  a   Software portability című angol Wikipédia-szócikk ezen változatának fordításán alapul.  Az eredeti cikk szerkesztőit annak laptörténete sorolja fel. Ez a jelzés csupán a megfogalmazás eredetét és a szerzői jogokat jelzi, nem szolgál a cikkben szereplő információk forrásmegjelöléseként.